# Heinz A. Staab
Heinz August Staab (* 26. März 1926 in Darmstadt; † 29. Juli 2012 in Berlin) war ein deutscher Chemiker und von 1984 bis 1990 Präsident der Max-Planck-Gesellschaft.

## Leben

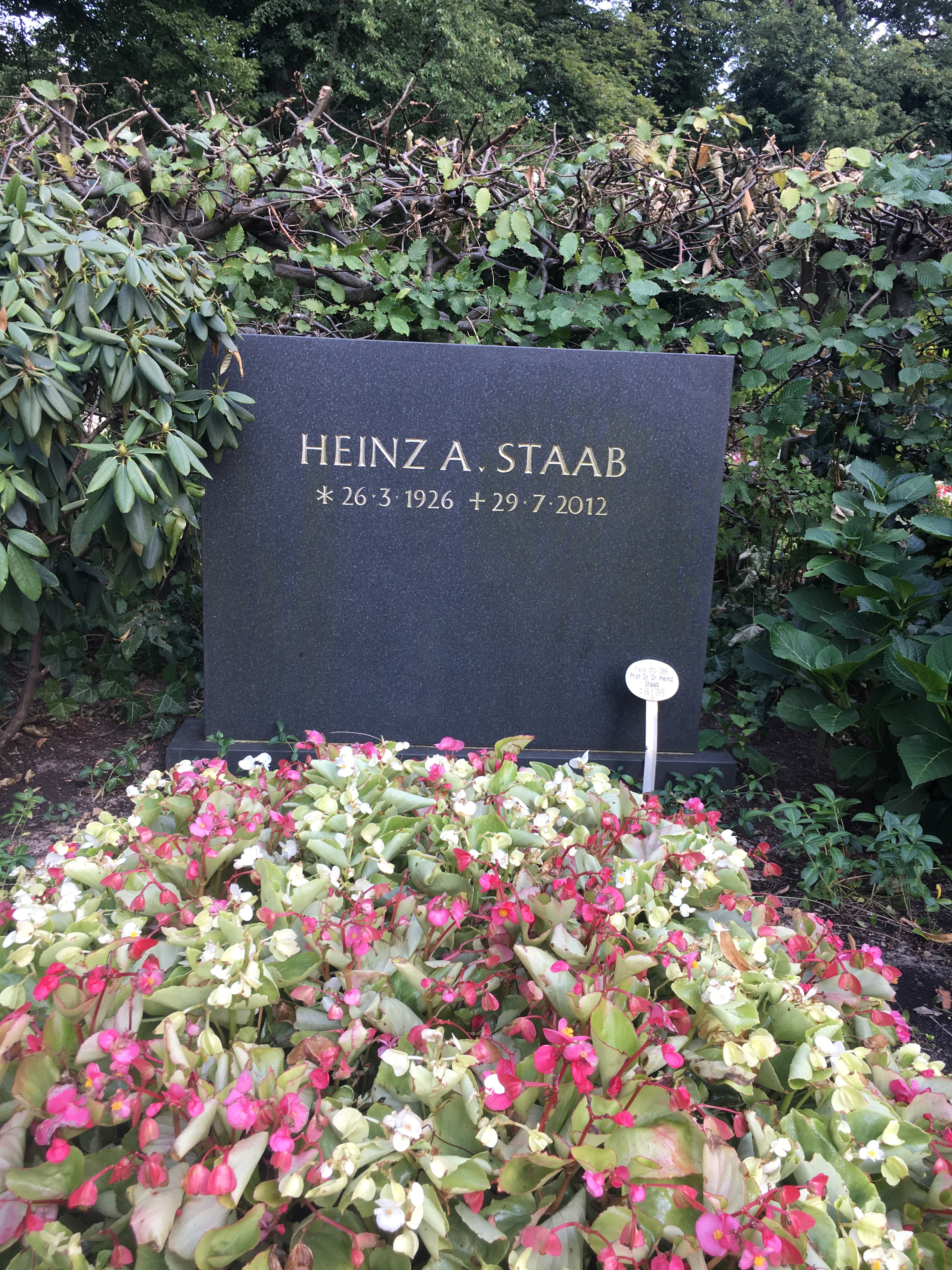
Grabstätte

Dem Studium der Chemie an den Universitäten Marburg und Tübingen mit dem Abschluss als Dipl.-Chemiker folgte die Promotion 1953 in Heidelberg. Als Post-Doktorand war er bei Richard Kuhn am Max-Planck-Institut für medizinische Forschung in Heidelberg, wobei er gleichzeitig noch Medizin studierte und 1960 zum Dr. med. promoviert wurde. 1957 habilitierte er sich in Heidelberg. 1962 wurde er als Extraordinarius für Organische Chemie an der Ruprecht-Karls-Universität Heidelberg berufen. Ab 1963 wirkte Staab dort als Ordinarius und wurde 1974 Direktor der Abteilung Organische Chemie am Max-Planck-Institut für medizinische Forschung in Heidelberg. 1966 bis 1968 war er Dekan an der Universität und 1968 bis 1970 Prorektor. 1996 wurde er emeritiert.
1981 bis 1982 war er Vorsitzender der Gesellschaft Deutscher Naturforscher und Ärzte. Von 1984 bis 1990 war er Präsident der Max-Planck-Gesellschaft zur Förderung der Wissenschaften.
Heinz A. Staab starb 86-jährig in Berlin und wurde auf dem dortigen Friedhof Zehlendorf (Feld 012-399) beigesetzt.

## Wirken
Staab arbeitete auf dem Gebiet der heterocyclischen Chemie. Er beschäftigte sich mit kinetischen und spektroskopischen Untersuchungen dieser Verbindungsgruppe und mit Anwendung in der präparativen organischen Chemie. Weitere Forschungsschwerpunkte waren die physikalische und synthetische organische Chemie sowie die bioorganische Chemie, im Besonderen waren es Untersuchungen der Molekülstruktur und deren Beziehungen zu physikalischen, chemischen und biologischen Eigenschaften.
In den 1950er-Jahren führte er Carbonyldiimidazol (auch Staab-Reagenz) als Phosgen-Ersatz in die organische Synthese ein und speziell die Peptidchemie, wo es weite Verwendung fand.

Kekulen

1978 gelang ihm mit seinem Doktoranden François Diederich die Synthese eines Rings aus 12 Benzolringen, Kekulen, und daran und anderen benzannelierten Verbindungen untersuchte er die Aromatizität (benzenoide und annulenoide Aromatizität). Sie waren auch erste Beispiele formversteifter Makrozyklen. Anfang der 1970er Jahre synthetisierte er Cyclophane (Aromate mit Brücken) und untersuchte mit ihnen Ladungstransfer- und Elektronentransferreaktionen. Unter anderem synthetisierte und untersuchte er so Modelle für den photochemisch induzierten Elektronentransfer bei der Photosynthese (unter früher Verwendung von Laserspektroskopie mit kurzen Pulsen in der organischen Chemie).
Bekannt ist er auch durch sein 1959 erstmals erschienenes Lehrbuch Theoretische Organische Chemie, in der er auch die damals neuen spektroskopischen Methoden wie NMR-Spektroskopie für Organische Chemiker darstellte. Er veröffentlichte über 340 wissenschaftliche Arbeiten.
Als Max-Planck-Präsident kümmerte er sich besonders um Beziehungen zu Israel und förderte die Aufklärung der Verstrickung deutscher Wissenschaft in den Nationalsozialismus.

## Ehrungen und Mitgliedschaften
Staab war ordentliches Mitglied der Heidelberger Akademie der Wissenschaften; von 1994 bis 1996 wirkte er als Präsident der Akademie. Er war Mitglied der Deutschen Akademie der Naturforscher Leopoldina (seit 1974) und der Academia Europaea. Weiterhin war er korrespondierendes Mitglied der Österreichischen Akademie der Wissenschaften, der Bayerischen Akademie der Wissenschaften und der Russischen Akademie der Wissenschaften.
Er war Ehrenmitglied der Indian Academy of Sciences; von der Academia Sinica wurde er mit einer Ehrenprofessur ausgezeichnet, ebenfalls war er Ehrendoktor des Weizmann-Instituts. 1979 erhielt er die Adolf-von-Baeyer-Denkmünze der Gesellschaft Deutscher Chemiker. 1991 verlieh ihm Ministerpräsident Erwin Teufel die Verdienstmedaille des Landes Baden-Württemberg. 1996 wurde er mit der Harnack-Medaille ausgezeichnet, der höchsten Auszeichnung für besondere Verdienste um die Max-Planck-Gesellschaft. 1999 wurde er Ehrenmitglied der Gesellschaft Deutscher Chemiker (GDCh), deren Präsident er von 1984 bis 1985 war.
1976 bis 1979 war er Mitglied des Wissenschaftsrats der Bundesrepublik Deutschland.

## Schriften (Auswahl)
- Heinz A. Staab: Einführung in die theoretische organische Chemie. Verlag Chemie, Weinheim 1959 (zahlreiche Neuauflagen und Nachdrucke, z. B. 1975 der 3. Nachdruck der 4. Auflage von 1966, ISBN 3-527-25277-0).
- Heinz A. Staab, Helmut Bauer, Karin M. Schneider: Azolides in Organic Synthesis and Biochemistry. Wiley-VCH, 1998, ISBN 978-3-527-29314-8.
- Heinz A. Staab: Zur Entstehung des Neuen in den Naturwissenschaften – dargestellt an einem Beispiel der Chemiegeschichte. Sitzungsberichte Heidelberger Akad. Wiss., Math.-Naturwiss. Klasse, 1985.
- Peter Frieß, Andreas Fickers (Hrsg.): Heinz A. Staab und Michael Sela sprechen über die wissenschaftliche Zusammenarbeit zwischen Israel und Deutschland als Grundlage für die Völkerverständigung. (= TechnikDialog. Heft 4), Deutsches Museum, Bonn 1995,  OCLC 3924183937 (die ISBN 3-924183-93-7 wurde zweimal vergeben).

## Belege
1. ↑  Heinz A. Staab: Synthese, Eigenschaften und präparative Verwendung von N,N′-Carbonyl-di-imidazol. In: Angewandte Chemie. Band 68, Nr. 23, 1956, S. 754.
2. ↑  François Diederich, Heinz A. Staab: Benzenoidversus Annulenoid Aromaticity: Synthesis and Properties of Kekulene. In: Angewandte Chemie International Edition. Band 17, Nr. 5 1978, S. 372–374, doi:10.1002/anie.197803721.
3. ↑  Deutsche Akademie der Naturforscher Leopoldina: List of Members. Zuletzt abgerufen am 5. Mai 2022.
4. ↑  Verdienstorden des Landes Baden-Württemberg - Liste der Ordensträgerinnen und Ordensträger 1975–2023 (PDF; 307 KB). Staatsministerium Baden-Württemberg, 19. April 2024, S. 35

| Personendaten    | Personendaten                                                         |
| ---------------- | --------------------------------------------------------------------- |
| NAME             | Staab, Heinz                                                          |
| ALTERNATIVNAMEN  | Staab, Heinz August                                                   |
| KURZBESCHREIBUNG | deutscher Chemiker, Präsident der Max-Planck-Gesellschaft (1984–1990) |
| GEBURTSDATUM     | 26. März 1926                                                         |
| GEBURTSORT       | Darmstadt                                                             |
| STERBEDATUM      | 29. Juli 2012                                                         |
| STERBEORT        | Berlin                                                                |